# Ludloffsche Operation
Die Ludloffsche Operation ist eine Umstellungsosteotomie des ersten Mittelfußknochens zur Korrektur einer Schiefstellung des Großzehs (Hallux valgus). Sie ist nach Karl Ludloff benannt.

## Operationsverlauf
Dabei wird der Mittelfußknochen schräg durchtrennt und durch Verschieben der beiden Knochenteile zueinander verkürzt. Anschließend erfolgt in der Regel eine Osteosynthese, z. B. mit einer Schraube oder temporär mit einem Draht. Zusätzliche Operationsschritte sind oft eine mediale Kapselraffung, ein laterales Kapselrelease der Gelenkkapsel des Großzehen-Grundgelenks und eine Tenotomie der Adduktorensehne an der Basis des Grundglieds der Großzehe. Es wurden gute Ergebnisse berichtet, jedoch gibt es keine vergleichenden prospektiven Studien und das Verfahren wird heute selten angewandt. 
Häufiger angewandt werden die Umstellungsosteotomien des ersten Mittelfußknochens in der Scarf-Technik oder Chevron-Technik. Die Ludloffsche Osteotomie kann zudem keine schweren Fehlstellungen ausgleichen. 